# Джраберд (крепость)
Джраберд (арм. Ջրաբերդ, дословно: «Водная крепость», азерб. Çiləbürt qalası) — средневековая крепость на вершине скалы в месте слияния рек Тертер и Турагайчай, являвшаяся в XVII—XVIII веках резиденцией армянских меликов Исраелянов. Расположена в Агдеринском районе Азербайджана.
В 6 км от Джраберда, над левым берегом Турагачай расположен армянский монастырь Ериц-манканцванк (XVII век)

## Название
По одной версии (Г. Хюбшман), название переводится от армянских слов чар — плохой и берд — крепость, по другой (В. Шнирельман, К. Уолкер) от армянских слов джур — вода и берд — крепость.

## История
По описанию историка Раффи, крепость Джраберд «стоит почти у самой воды, на вершине огромной клинообразной скалы, подножье которой омывают бушующие воды рек Тартар и Трхи. Эти две реки, сливаясь друг с другом, придают крепости форму полуострова».
Джраберд — одна из древнейших крепостей в Карабахе. Крепость была воздвигнута еще в период правления армянской царской династии Аршакуни. Крепость Джраберд впервые упоминается в сочинении раннесредневекового армянского историка Мовсеса Каганкатваци. Правителями Джраберда попеременно были армянские меликские (княжеские) роды Вахтангян, Гасан-Джалалян, Мелик-Исраелян, Мелик-Алавердян и Атабекян.
Руины крепости сохранились до настоящего времени; видны стены военных и хозяйственных сооружений, сохранились ворота в крепость. Под Джрабердской скалой был прорыт тоннель. Недалеко от крепости Джраберд располагается армянский монастырь XVI—XVII веков Ерек Манкунк, где сохранялись армянские хачкары (каменные стелы с изображениями креста).

## Строение и расположение
Крепость расположенная на отвесной скале над мысом у слияния двух рек, долго оставалась неприступной. С точки зрения обороны Джраберд имел выгодное расположение: с двух сторон его защищали воды двух рек, а с северной стороны отвесная скала. Кроме этого существовала световая сигнализация с дальних острогов, которая возвещала о приближении неприятеля. Из-за нахождения крепости на вершине скалы, был затруднен доступ к воде. Ввиду чего водоснабжение сооружения предположительно происходило через вертикальную шахту вырубленную в монолитной скале.